# Zorza wielkiej zmiany
Zorza wielkiej zmiany (tyt. oryg. Agimet e stinës së madhe) – albański serial telewizyjny z roku 1981 w reżyserii Alberta Mingi. 

## Opis fabuły
Akcja filmu rozgrywa się w pierwszych latach po zakończeniu II wojny światowej. Przedstawiciele klas posiadających, wydziedziczeni w nowym systemie organizują oddział partyzancki, walczący przeciwko władzom komunistycznym. Na jego czele staje były dowódca partyzancki - Latif Bora.
Zdjęcia do filmu kręcono w Korczy, Beracie i Wlorze.

## Obsada
- Vangjush Furxhi jako Latif Bora
- Jani Riza jako Bunac Saliu
- Albert Verria jako Solli Lili
- Fane Bita jako Sulo Abazi
- Vangjel Grabocka jako Jonuz
- Paskualina Gruda jako Jeta
- Gjergj Mele jako sekretarz
- Pandi Raidhi jako Sharko Sheqi
- Zhani Ziçishti jako Hamdi Caka
- Kastriot Çaushi jako Gori Muzaka
- Agim Qirjaqi jako delegat Astrit
- Stavri Shkurti jako Zalo Kapllani
- Merkur Bozgo jako Hali
- Vladimir Muzha jako Dushan Leta
- Marta Burda jako Naja
- Fadil Kujovska jako Mehil Bani
- Sulejman Pitarka jako Ali bej
- Petrika Riza jako Rusta
- Petraq Xhillari jako nauczyciel muzyki
- Jorgaq Tushe jako Rezbat
- Hajrie Rondo jako Xhifja
- Koço Qëndro jako Aleks Lili
- Dhimitër Trajçe jako Demir aga
- Eli Disho jako Fatima
- Qefsere Trako jako Kalija
- Neritan Guri
- Sotiraq Jankulla
- Andrea Minga